# Μ-a
μ-a（ミューア、9月23日 - ）は、日本の歌手。大阪府出身。血液型A型。POPS、バラード、ミディアム、カントリーロックやロックバラード等、幅広い歌唱力でライブを中心に活動。自ら行う作詞には叙情的な作品が多い。レーベルBE-UP。

## 来歴
2004年2月にキャピタルヴィレッジ主催で初の東京ライブに出演。女性アーティストを輩出する「水の音」シリーズに出演。ライブツアー、関空やお台場のイベントで活躍後、1周年ライブを行う。バンドマスターはピアニストの藤原いくろう。
以来、大阪、東京、岡山、広島、名古屋、仙台等で行っている。大阪のワンマンライブは主に心斎橋CLUB QUATTRO。2周年ライブのバンドマスターはギタリストの西山毅。
アニバーサリーライブ
- 1周年記念ライブ（2004年）
「3都市HOT Stage2004」広島Cafe Jivé、大阪・心斎橋CLUB QUATTRO 2部公演、東京・原宿Blue Jay Way
- 2周年記念ライブ（2005年）大阪・心斎橋CLUB QUATTRO、東京・原宿Blue Jay Way、名古屋THE BOTTOM LINE
- 2ndアルバム「after7」発売記念ライブ（2006年）大阪・心斎橋CLUB QUATTRO、東京・原宿Blue Jay Way、名古屋THE BOTTOM LINE、岡山MO：GLA
- 3周年記念ライブ（2007年）
「桜前線～夢を追いかけて～」東京・表参道FAB、大阪・心斎橋CLUB QUATTRO、名古屋THE BOTTOM LINE
- 4周年記念ライブ＆μ-album「End　Roll」発売記念（2007年）
大阪・心斎橋CLUB QUATTRO、岡山MO：GLA、名古屋THE BOTTOM LINE、東京・SHIBUYA BOXX

出演した主なライブイベント
- 水の音、メシアフェスティバル、SOUL JAPAN REVIEW @SHIBUYA BOXX、セプテンバーコンサート、NEXT BREAK ARTIST 等

## CD
- 2003年12月3日 デビューミニアルバム「mind」
収録曲
  1. Destiny(作詞：μ-a、作曲：辰巳博成)
  2. 恋物語(作詞・作曲：momose)　
  3. あなたの手(作詞・作曲：今滝真理子)
  4. feel in need(作詞：μ-a、作曲：Rie) 　
  5. 迷い人(作詞：μ-a、momose、作曲：西賢二)
  6. 夏の幻(ゆめ)(作詞：μ-a、作曲：宮島律子）　
  7. 愛しい人～涙を抱きしめて～(作詞：μ-a、作曲：Rie)
- 2005年4月28日 ファーストシングル「ありがと。」
収録曲
  1. 「ありがと。」(作詞：μ-a、atsuko、作曲：藤原いくろう)
  2. CHANGE YOUR LIFE(作詞：μ-a、atsuko、作曲：前田克樹)
- 2005年11月11日 セカンドシングル「Kaleidoscope」
収録曲
  1. Kaleidoscope(作詞：μ-a、作曲：前田克樹)
  2. Simple Life(作詞：μ-a、作曲：前田克樹)
- 2006年9月8日 セカンドアルバム「after7」発売
収録曲
  1. Stray Heart(作詞μ-a／作曲前田克樹)
  2. Kaleidoscope作詞μ-a／作曲前田克樹)　
  3. 君がくれたもの作詞μ-a／作曲前田克樹)
  4. 蒼い楽園作詞μ-a／作曲前田克樹)　
  5. Let it go!作詞μ-a／作曲前田克樹)
  6. 風のメロディー作詞μ-a／作曲前田克樹)
  7. Season of Eternity作詞μ-a／作曲前田克樹)
  8. 月の涙作詞μ-a／作曲前田克樹)　
  9. あの夏をこえて作詞多田純也／作曲羽場仁志)
- 2007年11月9日 μ-album(ミューアルバム)「End　Roll」
収録曲
  1. モノクロ(作詞μ-a／作曲Rie)
  2. smell(作詞μ-a／作曲近藤薫)
  3. 砂時計(作詞μ-a／作曲宮島律子)
  4. 祈り(作詞μ-a／作曲羽場仁志)
- 2009年1月8日 サードシングル「Yes or No?」
収録曲
  1. Yes or No?(作詞：松井五郎、作曲：羽場仁志)
  2. うみかぜ(作詞:μ-a、作曲：羽場仁志)

## ラジオ
レギュラー番組
（2006年4月～）
- エフエム東京系・衛星デジタルチャンネルミュージックバード
- 「おはようサタデー　思いのままに～ミュージックサンキュー」 パーソナリティ/μ-a、ひのきしんじ、本間千代子

（2008年4月～）
KBS京都ラジオ
- 「男と女のおしゃべりナイト」

主なゲスト出演番組
MBSラジオ
- 「日曜出勤生ラジオ」
- 「ありがとう浜村淳です」

ラジオ大阪
- 「GOYODA」
- 「ほんまもん！原田年晴です」

ラジオ関西
「奈月のハーバーカフェ」
NHK名古屋
- 「FMトワイライト」

NHK大阪
- 「かんさい"e"スクエア」

エフエム東京
- 「JUN JUN Café」

RCCラジオ
- 「秘密の花園」

FM岡山
- 「VERY　VERY　VEGETABLE」
- 「TWILIGHT　PAVEMENT」

山陽放送ラジオ
- 「岡山音ナイト」
- 「Happy Friday OTO-GAKU」

岡山シティエフエム
- 「ALL　HIT　RADIO」

北陸放送
- 「石川名物！Go Goは本多町３丁目」
- 「KNBヒットスタジオ」

エフエム石川
- 「赤ワインで乾杯」

北日本放送
- 「相本商店いらっしゃいませ～」

USENインディーズ・カウントダウン
Kiss FM KOBE
- 「KOBE　Groove　Navigation」には生ライブ出演している。

## テレビ
- 2003年3月NHK「ミニモニ。でブレーメンの音楽隊」歌唱出演
- 2004年1月テレビせとうち「FreePass～音楽専科～」
- 2005年5月テレビせとうち「FreePass～音楽専科～」
- 2005年12月テレビせとうち「FreePass～音楽専科～」
- 2006年9月NHK岡山「きびきびネット」公開生ライブ
- 2007年11月テレビせとうち「FreePass～音楽専科～」

## 雑誌・記事
- 月間情報誌「mieuxミュー」（表紙インタビュー）
- タウン誌「Tj　Hiroshima」
- タウン情報おかやま 「FLYING  POSTMAN  PRESS」
- 中日新聞　インタビュー
- 毎日新聞　インタビュー
- 北國新聞　インタビュー

## テーマソング・エンディングソング
- FM大阪「GOYODA」エンディング　2004年7月～9月「迷い人」（mind収録）
- FM東京系ミュージックバード「おはようサタデー～思いのままにミュージックサンキュー」「あの夏をこえて」（after7収録）
同番組テーマソングは春夏秋冬の詞をリスナーから募集。ミューアは歌唱を担当。作曲は羽場仁志。

## その他活動
- 39キャンペーン
レギュラー出演中のラジオ番組「おはようサタデー～思いのままにミュージックサンキュー」をネットしている全国のコミュニティーFMをつなぐキャンペーンを実施している。